# Metropolia L’Aquila
Metropolia L’Aquila – jedna z 40 metropolii Kościoła Rzymskokatolickiego we Włoszech. Została erygowana 15 sierpnia 1972.

## Diecezje
- Archidiecezja L’Aquila
  - Diecezja Avezzano
  - Diecezja Sulmona-Valva